# Operatori virtuali di rete mobile in Oceania
Elenco degli operatori virtuali di rete mobile in Oceania, suddivisi per Stato.
Questa lista è suscettibile di variazioni e potrebbe essere incompleta o non aggiornata.

## Australia
Ecco i principali operatori virtuali australiani:
| Operatore                    | Rete di appoggio             | Anno inizio | 2ª Rete di appoggio | Anno fine | Sito ufficiale                                                                  | Note        |
| ---------------------------- | ---------------------------- | ----------- | ------------------- | --------- | ------------------------------------------------------------------------------- | ----------- |
| AAPT                         | Vodafone Australia           |             |                     |           | https://www.aapt.com.au/                                                        |             |
| ACN                          | Optus                        |             |                     |           | https://www.acnpacific.com/mobile/                                              |             |
| AGL Mobile                   | Optus                        | 2021        |                     |           | https://www.agl.com.au/get-connected/mobile-plans                               |             |
| ALDI mobile                  | Telstra                      |             |                     |           | https://web.archive.org/web/20180805203750/https://www.aldimobile.com.au/       |             |
| amaysim                      | Optus                        |             |                     |           | https://www.amaysim.com.au/                                                     |             |
| Aussie Broadband             | Optus                        |             | Telstra             |           | https://www.aussiebroadband.com.au/phone/mobile-broadband                       |             |
| Barefoot Telecom             | Optus                        |             |                     |           | https://www.barefoottelecom.com.au/                                             |             |
| Belong Mobile                | Telstra                      |             |                     |           | https://www.belong.com.au/                                                      |             |
| Bendigo Bank Telco           | Optus                        |             |                     |           | https://www.bendigotelco.com.au/                                                |             |
| Better Life Mobile           | Telstra                      |             |                     |           | https://www.betterlifemobile.com.au/                                            |             |
| Boost Mobile                 | Telstra                      |             |                     |           | https://boost.com.au/                                                           |             |
| C• catch CONNECT Mobile      | Optus                        |             |                     |           | https://catchconnect.com.au/                                                    |             |
| CIRCLES.LIFE Australia       | Optus                        | 2019        |                     |           | https://www.circles.life/au/                                                    |             |
| ClubTelco                    | Optus                        |             |                     |           | http://www.clubtelco.com/                                                       |             |
| commander                    | Optus                        |             |                     |           | https://www.commander.com.au/mobiles/sim-plans/                                 |             |
| Crazy John's Mobile          | Vodafone Australia           |             |                     |           |                                                                                 |             |
| dodo Mobile Services         | Optus                        |             |                     |           | https://www.dodo.com/                                                           |             |
| felix                        | Vodafone Australia           |             |                     |           | https://felixmobile.com.au                                                      | [ 1 ]       |
| gomo                         | Optus                        | 2021        |                     | 2023      | https://www.gomo.com.au                                                         | [ 2 ] [ 3 ] |
| gotalk Prepaid Mobile        |                              |             |                     | 2023      | https://www.gotalk.com.au/                                                      |             |
| GT Mobile Australia          | Telstra                      |             |                     |           |                                                                                 |             |
| Hello mobile                 |                              |             |                     | 2023      | https://hellomobile.com/                                                        |             |
| kogan mobile Australia       | Vodafone Australia           |             |                     |           | https://www.koganmobile.com.au/                                                 |             |
| Konec Mobile                 | Telstra                      | 2022        |                     |           | https://www.konec.com.au                                                        | [ 4 ]       |
| iiNet                        | Optus                        |             |                     |           | https://www.iinet.net.au/home/                                                  |             |
| iPrimus                      | Optus                        |             |                     |           | https://www.iprimus.com.au/index.html#!/mobile?plan=1                           |             |
| Jeenee Communications Mobile | Optus                        |             |                     |           | https://www.jeenee.org.au/ Archiviato il 6 dicembre 2019 in Internet Archive.   | [ 5 ]       |
| Lebara Mobile                | Vodafone Australia           |             |                     |           | https://www.lebara.com.au/                                                      |             |
| Lycamobile Australia         | Telstra                      |             |                     |           | https://www.lycamobile.com.au/                                                  |             |
| Lyf Mobile                   | Telstra                      |             |                     |           | https://web.archive.org/web/20180524003656/https://www.lyfmobile.com.au/        | [ 6 ]       |
| Macquarie Telecom MacTel     | Optus                        |             | Telstra             |           | https://macquarietelecom.com/                                                   |             |
| monti media Mobile           | Telstra                      |             |                     |           | http://www.montimedia.com.au/mobile-phone-plans/                                |             |
| Moose mobile Queensland      | Optus                        |             |                     |           | https://moosemobile.com.au/                                                     |             |
| Moove Mobile                 | Telstra                      |             |                     |           | https://web.archive.org/web/20181110080404/https://moovemobile.com.au/          |             |
| Nu Mobile                    | Telstra                      | 2019        |                     |           |                                                                                 | [ 7 ]       |
| OVO Mobile                   | Optus                        |             |                     |           |                                                                                 |             |
| pennytel                     | Telstra                      |             |                     |           | https://pennytel.com.au/                                                        |             |
| Power com Pacific Mobile     | Telstra                      |             |                     |           | http://powercompacific.com.au/mobile-phone-plans/                               |             |
| Red Bull Mobile Australia    | Vodafone Australia           |             |                     |           |                                                                                 |             |
| Revolution Telecom           | Vodafone Australia           |             |                     |           |                                                                                 |             |
| RoamingSIM                   |                              |             |                     |           | https://www.roamingsim.com.au/ Archiviato l'11 agosto 2018 in Internet Archive. |             |
| SlimTel                      | Vodafone Australia           |             |                     |           | https://web.archive.org/web/20180721203915/http://www.slimtel.com.au/           |             |
| Southern Phone Company       | Optus                        |             |                     |           | https://www.southernphone.com.au/                                               |             |
| Spacetalk Mobile             | Telstra                      | 2022        |                     |           | https://spacetalk.co                                                            |             |
| spin tel 5G                  | Optus                        |             |                     |           | https://www.spintel.net.au/home/mobile                                          |             |
| TANGERINE MOBILE             | Telstra                      |             |                     |           | https://www.tangerinetelecom.com.au/mobile/sim-only-mobile-plans                |             |
| Think Mobile                 | Telstra / Vodafone Australia |             |                     |           | https://www.thinkmobile.com.au/                                                 |             |
| TPG                          | Vodafone Australia           |             |                     |           | https://www.tpg.com.au/                                                         |             |
| TravelSIM Australia          |                              |             |                     |           |                                                                                 |             |
| TRUPHONE Australia           | Optus                        |             |                     |           | https://www.truphone.com/au/ Archiviato il 28 agosto 2018 in Internet Archive.  |             |
| Tru SIM                      |                              |             |                     |           |                                                                                 |             |
| Virgin Mobile Australia      | Optus                        |             |                     |           | https://www.virginmobile.com.au/                                                |             |
| Woolworths Mobile            | Telstra                      |             |                     |           | https://mobile.woolworths.com.au/                                               |             |

## Nuova Zelanda
| Operatore                  | Rete di appoggio     | Anno inizio | Anno fine | Sito ufficiale                          | Note  |
| -------------------------- | -------------------- | ----------- | --------- | --------------------------------------- | ----- |
| Endless Mobile Nova Energy | 2degrees Network     | 2023        |           |                                         |       |
| kogan mobile New Zealand   | Vodafone New Zealand |             |           | https://www.koganmobile.co.nz/          | [ 8 ] |
| MIGHTY mobile              |                      | 2023        |           | https://www.mightymobile.co.nz          |       |
| MyRepublic Mobile          | One NZ Network       | 2022        | 2023      | https://myrepublic.net/nz/mobile-plans/ |       |
| ROCKET MOBILE              | One NZ Network       | 2023        |           | https://rocketmobile.co.nz/             | [ 9 ] |
| Skinny Mobile 4G           |                      |             |           | https://www.skinny.co.nz/               |       |